# Carmen Marco
Carmen Marco Mora (* 17. Dezember 1999 in Orihuela) ist eine spanische Leichtathletin, die sich auf den Sprint spezialisiert hat.

## Sportliche Laufbahn
Erste internationale Erfahrungen sammelte Carmen Marco im Jahr 2017, als sie bei den U20-Europameisterschaften in Grosseto mit der spanischen 4-mal-100-Meter-Staffel in 45,33 s den siebten Platz belegte. 2021 gewann sie bei den U23-Europameisterschaften in Tallinn in 43,74 s die Silbermedaille mit der Staffel hinter dem Team aus Deutschland und im Jahr darauf wurde sie bei den Ibero-Amerikanischen Meisterschaften in La Nucia disqualifiziert. Anschließend belegte sie bei den Mittelmeerspielen in Oran in 11,48 s den vierten Platz im 100-Meter-Lauf. 2023 wurde sie bei der 1. Liga der Team-Europameisterschaft im Rahmen der Europaspiele in Chorzów in 43,13 s Dritte und sicherte sich damit ligenübergreifend gemeinsam mit Paula García, Paula Sevilla und Jaël Bestué die Bronzemedaille hinter den Teams aus den Niederlanden und Polen. Im August schied sie dann bei den Weltmeisterschaften in Budapest mit 42,96 s im Vorlauf mit der Staffel aus.

## Persönliche Bestzeiten
- 100 Meter: 11,41 s (+0,6 m/s), 24. Juni 2022 in Nerja
  - 60 Meter (Halle): 7,41 s, 26. Februar 2022 in Ourense
- 200 Meter: 23,49 s (0,0 m/s), 11. Juni 2023 in Madrid